# Aleš Smetana
Aleš Smetana (* 6. April 1931 in Hradec Králové, Tschechoslowakei; † 25. August 2021) war ein tschechoslowakisch-kanadischer Entomologe.

## Leben
Nach seiner Promotion zum Doktor der Medizin an der Karls-Universität im Jahr 1956 trat er dem Institut für Parasitologie der Tschechoslowakischen Akademie der Wissenschaften (ČSAV) bei. 1959 wurde er dort zum Kandidat der Wissenschaften in Biologie promoviert. Er setzte seine Arbeit als wissenschaftlicher Mitarbeiter an diesem Institut fort, bis er 1967 mit einem Postdoktoranden-Stipendium des National Research Council of Canada seine Forschungstätigkeit am Entomology Research Institute in Ottawa aufnahm. Im Herbst 1969 kehrte er in die  Tschechoslowakei zurück, wo er wissenschaftlicher Mitarbeiter an der entomologischen Abteilung am Nationalmuseum in Prag wurde. 1971 wiederum ging er abermals nach Kanada, wo er bis zu seinem Ruhestand im Jahr 1999 als wissenschaftlicher Leiter am Entomology Research Institute in Ottawa tätig war. Anschließend wurde er ehrenamtlicher wissenschaftlicher Mitarbeiter beim kanadischen Landwirtschaftsministerium (Agriculture and Agri-Food Canada, AAFC). Ferner war er Kurator der Käfersammlung an der Canadian National Collection of Insects, Arachnids, and Nematodes (CNC) am Ottawa Research and Development Centre.
Smetana ist ein international anerkannter Experte für die Systematik, der Phylogenie und die Bionomie der Kurzflügler (Staphylinidae) in Eurasien und Nordamerika, insbesondere für die Unterfamilie Staphylininae sowie die Untertribus Quediina und Philontina. Im Mai 2007 erhielt Smetana gemeinsam mit Ivan Löbl die Ehrenmedaille für herausragende Leistungen auf dem Gebiet der Entomofaunistik auf dem 20. Internationalen Symposium für Entomofaunistik in Mitteleuropa in Cluj-Napoca. Er ist Fellow der Royal Entomological Society of London und Ehrenmitglied der Česká společnost entomologická in Prag.
Gemeinsam mit Ivan Löbl veröffentlichte er zwischen 2003 und 2013 das achtbändige Werk Catalogue of Palaearctic Coleoptera.

## Dedikationsnamen
Nach Smetana sind unter anderen die Käferarten Dihammatus smetanai, Leistus smetanai, Hybridolinus smetanai, Senorius smetanai und Decuria smetanai benannt.